# Rodolfo Dirzo
Rodolfo Dirzo Minjarez (Cuernavaca, México, 18 de junio de 1951) es un profesor de biología, conservacionista, ecologista, divulgador de la ciencia, investigador mexicano

## Trayectoria
Nacido en Cuernavaca, Morelos, México. En la preparatoria descubrió que la biología le apasionaba y la posibilidad de estar en la naturaleza le atraía muchísimo. Fue en su último año de la carrera cuando cursó botánica IV, en la que se estudian las plantas desde la perspectiva de la ecología y la evolución, lo que lo llevó a desarrollar su vida académica hacía el área de las plantas.

### Vida académica y docencia
Es egresado de la licenciatura de biología de la Universidad Autónoma del Estado de Morelos, dónde elaboró su tesis de licenciatura bajo la supervisión del botánico mexicano Francisco González Medrano, en la que analizó el estado de conservación de los bosques de la Cuenca del río Balsas. Obtuvo su título universitario en 1972. Al finalizar su licenciatura se introdujo, como técnico académico, al laboratorio del Dr. José Sarukhán, en la UNAM. Posteriormente, llevó a cabo su maestría (1977) y doctorado (1980) en la Universidad de Gales, Gran Bretaña, estudiando la ecología evolutiva de la relación entre plantas y animales, bajo el control del profesor John L. Harper. 
En su retorno a México se sumó nuevamente a la UNAM, donde ha sido investigador en el Instituto de Biología e Instituto de Ecología; así como también, Director de la Estación Biológica Los Tuxtlas; Jefe del Departamento de Ecología Evolutiva; y Coordinador del Posgrado en el Instituto de Ecología. Su trabajo en Los Tuxtlas colaboró a la declaración de la Reserva de la Biosfera de Los Tuxtlas. Desde 2005 es profesor en el Departamento de Biología de la Universidad Stanford, donde también ha sido Director del Centro de Estudios Latinoamericanos. Es miembro de las juntas de organismos como el Grupo de trabajo sobre enfermedades zoonóticas de la Unión Internacional de Ciencias Biológicas y el  Stanford Biology Diversity Equity and Inclusion, entre otros. Es miembro de la Academia Mexicana de Ciencias (2003), miembro extranjero de la Academia Estadounidense de Artes y Ciencias (2004) y de la Academia de Ciencias de California (2008). 

### Líneas de investigación
Ha enfocado su trabajo en las consecuencias del impacto antropogénico en ecosistemas tropicales, principalmente en temas de deforestación, fragmentación, pérdida de fauna y; en términos de perturbación de procesos ecológicos, las interacciones bióticas.
De la misma manera, dicta cursos de Conservación Biológica y Ecología en Stanford; y de Diversidad Biocultural, este último se lleva a cabo en Oaxaca, en colaboración con la UNAM, CONABIO y la Universidad de la Sierra Juárez. Además, realiza trabajo comunitario e internacional y mantiene programas educativos en ciencias, dirigidos a estudiantes de grupos minoritarios, de familias de inmigrantes en California.

## Publicaciones
Dirzo ha realizado distintas investigaciones sobre la relevancia de la conservación biológica y extinción masiva, temas sobre los que ha escrito 260 publicaciones incluyendo artículos especializados, capítulos de libro y libros editados. Asimismo, sus publicaciones más recientes abordan el impacto humano sobre biodiversidad y han recibido amplia cobertura en los medios a nivel internacional.
- Riquezas Naturales de Mexico. 2016.

- Marco para la educación científica K-12: prácticas, conceptos transversales e ideas centrales. The National Academy Press., Washington, DC. 2012.[8]

- Conservación biológica: perspectivas desde América Latina. 2011.[9]
- Bosques tropicales estacionalmente secos: Ecología y Conservación. 2011.[10]

- Biodiversidad en América Latina y el Caribe. 2010.
- Diversidad, amenazas y áreas prioritarias para la conservación de las selvas secas del Pacífico de México. 2010.

- Historia Natural de la Reserva de la Biosfera El Cielo. 2005

- Fundamentos de conservación biológica. 2001.

- Historia Natural de Los Tuxtlas. 1997.
- Bosques tropicales: biodiversidad y funcionamiento de los ecosistemas. 1996.

- Reservas de la Biosfera y otras Áreas Naturales Protegidas de México. 1995.[11]

- México Ante los Retos de la Biodiversidad. 1992.

- Ecología y Ecofisiología de Plantas en los Bosques Mesoamericanos. 1987. (Eds.).

- Insectos y Plantas: Protagonistas de una Historia de la Vida. 1986.

- Perspectivas sobre ecología de poblaciones vegetales. 1984. (Eds.).[12]

## Premios y reconocimientos
- Pew Scholar: Conservación, The Pew Charitable Trust (1992)
- Premio al Servicio Destacado: Docencia, Organización de Estudios Tropicales (2002)
- Premio Presidencial de Ecología, Secretaría de Medio Ambiente, México (2003)
- Medalla de Honor en Ciencia, Congreso del Estado, Morelos, México (2015)
- Mérito en Ecología (Investigación), Sociedad Ecológica de México (2015)
- Premio Miriam Arnold Rollan de servicio comunitario, Universidad de Stanford (2016)
- Medalla Alfonso L. Herrera: Científico distinguido, Universidad Autónoma de Puebla, México (2017)
- Medalla al Mérito en Investigación y Educación, Asociación Internacional de Biología Tropical (ATBC) (2017)
- Medalla Presidente Miguel Alemán por su destacada labor en ecología y problemas ambientales, Ciudad de México (2017)
- Medalla Luis Cifuentes, Federación Mexicana de Biólogos, Área de Investigación Puerto Vallarta, México (2020)[6]
- Premio Fundación BBVA Fronteras del Conocimiento[13] (2023)